# Cadeilhan-Trachère
Cadeilhan-Trachère è un comune francese di 48 abitanti situato nel dipartimento degli Alti Pirenei nella regione dell'Occitania.

## Società

### Evoluzione demografica
Abitanti censiti